# ASSI Milano
L'A.S.S.I. Milano est un club italien de basket-ball, fondé en 1920, aujourd'hui disparu mais qui a été un des plus grands clubs du début du championnat italien. Le club était basé dans la ville de Milan.

## Palmarès
- Champion d'Italie : 1921, 1922, 1924, 1925, 1926, 1927

## Joueurs célèbres
- Guido Brocca
- Carlo Canevini
- Alberto Valera
- Giannino Valli